# GeoGuessr
GeoGuessr er et geografisk computerspil, hvor spilleren skal gætte hvor på jorden vedkommende er, ud fra et semi-randomiseret billede fra Google Street View. Det blev udgivet den 9. maj 2013.
| Spil | Spire Denne artikel om spil eller lege er en spire som bør udbygges. Du er velkommen til at hjælpe Wikipedia ved at udvide den. |